# Kujawiak (taniec)

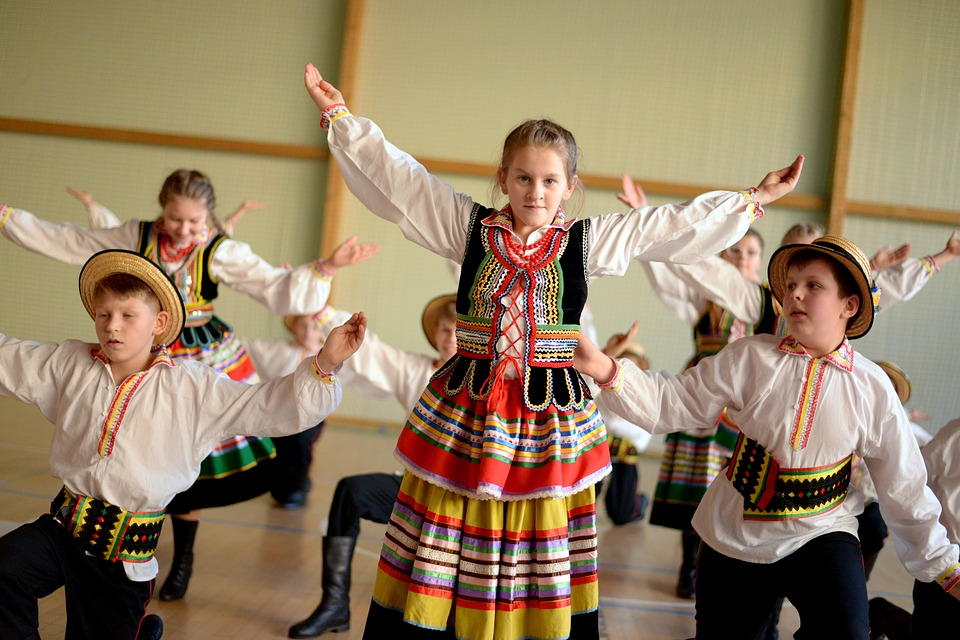
Dzieci tańczące kujawiaka

Kujawiak – polski taniec ludowy, pochodzący z Kujaw. Wywodzi się z kujawskich obrzędów weselnych. Jest to trójmiarowy taniec ludowy, który charakteryzuje się rytmami mazurowymi. Nazwa tańca pochodzi od nazwy regionu, lecz taniec jest spotykany w regionach sąsiadujących, np. w Wielkopolsce, ziemi łęczyckiej, sieradzkiej, kaliskiej i na dawnych ziemiach gostyńskich. Kujawiak jest polskim tańcem narodowym, którego nazwa po raz pierwszy pojawiła się w 1827 r. Taniec ten jest typowym przejawem polskiego folkloru tanecznego, który polega na tańcu zbiorowym, wykonywanym wspólnie przez kobiety i mężczyzn.
Na Kujawach tańce kujawskie mają różne nazwy. Jedną z nich jest „kosebka”, która w języku regionalnym oznacza obrót w lewo, zaś taniec określany jako „odibka” oznacza obrót w prawo. Poza tym kujawiaka określa się nazwą „śpiący”, „gładki” lub „owczarek” (w języku regionalnym termin ten oznacza okrągły kształt).

## Charakterystyka

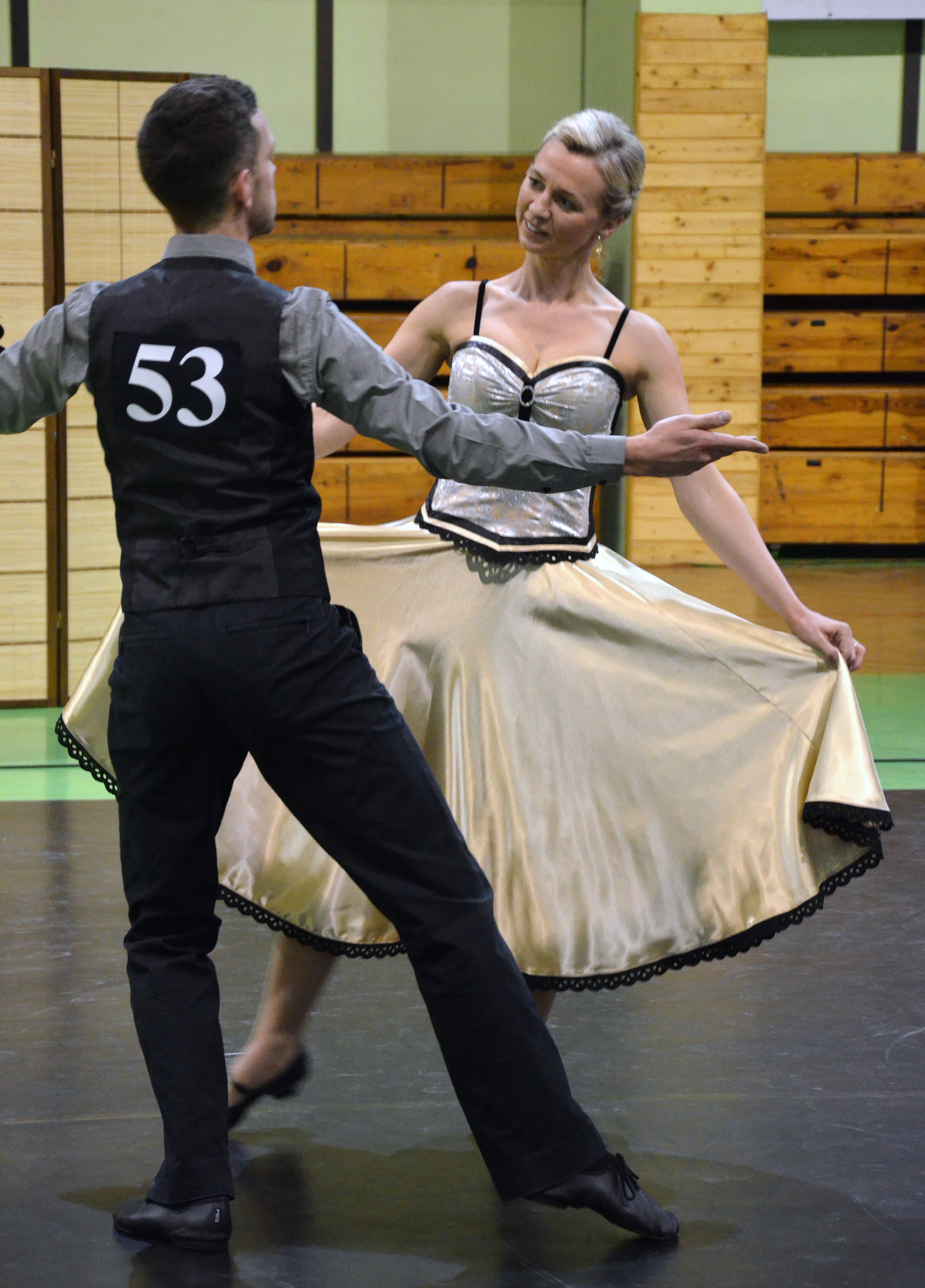
Kujawiak

Kujawiak jest tańcem spokojnym w metrum 3/4, wykonywanym w tempie rubato. Według klasyfikacji muzykologicznej kujawiak należy do tańców o mazurowych rytmach, do których zalicza się oprócz niego mazurka właściwego i oberka. Kujawiak jest z nich najwolniejszy. Wykonywano go zwykle z przyśpiewkami. Polega na chodzie w rytmie ćwierćnut na lekko ugiętych nogach. Nastrojowa, liryczna melodia nadaje mu zalotny charakter. Kroki taneczne oparte są głównie na łagodnym chodzie i obrotach, jedynie muzyczne akcenty na koniec frazy podkreślane są przez mocniejsze przytupywania. Według tradycji taniec jest tańczony przez te same pary. Po obwodzie koła tańczą ze sobą para za parą. Tancerka znajduje się po lewej stronie o krok przed partnerem.  Tancerze zwracają się do siebie przodem, tancerz chwyta partnerkę oburącz ponad talią, tancerka w tym samym czasie w podobnie chwyta partnera od strony boków. Tancerze od czasu do czasu wznoszą do góry prawą rękę i potrząsają nią wysoko. Co jakiś czas zmieniają ujęcie na otwarte i tańczą w objęciu za plecami (tancerz lewą rękę, tancerka prawą, gdy tancerka znajduje się z lewej strony lub na odwrót). Taniec pozostawia wiele miejsca do improwizacji, inwencji osób tańczących, od których chęci i temperamentu będzie zależało urozmaicanie tańca gestami rąk czy przytupami. Taniec kujawski składa się w rzeczywistości z trzech tańców, z coraz to szybszym nacechowanym obrotem:
1. chodzony, czyli polski
2. odsibka, ocibka, czyli kujawiak właściwy środek pod względem ruchu pomiędzy a obertasem trzymającym
3. ksebka, czyli mazur.

Jeśli te trzy tańce zostaną po sobie wykonane, to można określić je zbiorową nazwą, tańca okrągłego.
Ze względu na występowanie w różnych miejscach, ulegał modyfikacji, klarowały się też jego różne formy i rodzaje, np. na ziemi łęczyckiej (teren między Nerem a górą Bzurą – teren przejściowy między: Wielkopolską, Mazowszem a Kujawami), nacechowany został mazowieckimi właściwościami (słaba część trójkowego taktu). W tym regionie między rokiem 1940 a 1950 występował taniec o nazwie „dyna”. Był to rodzaj tańca chodzonego, przybierającego pewne ruchliwsze taneczne figury (prawdopodobnie z innych zapożyczonych tańców), który ożywiał się w następstwie jednego lub dwóch skoczniejszych i weselszych tańców. W tej modyfikacji, mężczyzna zaprasza do tańca dwie partnerki, które stawały po swoich bokach. Biorąc obie partnerki za ręce obchodził z nimi pomieszczenie, nieśpiesznie, wręcz ospale, by później stopniowo przyspieszać rytm. Druga para tancerzy robiła to tylko obchodząc pomieszczenie zaczynając od przeciwnej strony. Przy spotkaniu obie trójki zatrzymując się, wyginały i podsuwały się (balansowały) ku sobie, następnie wykonywały figurę młynka (obie kobiety, tak z jednej jak i z drugiej strony), podając sobie wzajem dłonie zakręcały się ze swoim lub z przeciwnej trójki tancerzem w kółko. Taniec ożywiając się coraz bardziej kończył się kujawiakiem.
Podstawowe kroki w kujawiaku to: „równy”, „z dołu”, „z góry”, „trójkrok chodzony” (w jednym takcie wykonuje się trzy kroki taneczne). Figury kujawiaka to: „śpiący”, „od siebie i do siebie" lub „odsibka”, „kolebany” i „4 kierunki wirowania okrągłego”.

## Historia

### Początki kujawiaka
Dawność grupy tańców mazurowych potwierdza fakt, że najpowszechniejszym metrum w polskiej muzyce ludowej jest rytm na 2/4 i 3/8. Również pieśni obrzędowe w Polsce są utrzymywane w tym rytmie. Forma charakterologiczna tańców tej grupy, zwanych tańcami wirowymi, pojawiła się wśród ludów słowiańskich późno, a do Polski przeniknęła  prawdopodobnie dopiero pod koniec średniowiecza. W tym czasie (XV wiek), dokonał się zasadniczy przełom w choreotechnice europejskiej. Z dawnych tańców o charakterze kołowym i łańcuchowym wyłoniły się tańce parowe, które polegały na podążaniu gromady tanecznej uformowanej: parami za parą początkującą. Formowanie się rytmiki mazurowej z którą bezpośrednio jest związany kujawiak, datuje się na XV i XVI wiek. Kujawiak wraz z oberkiem wyłoniły się z tych rytmów mazurowych w okresie pomiędzy 1750 a 1830 rokiem.
Nazwa kujawiak  po raz pierwszy pojawiła się w 1827 roku. Ludowe nazwy tego tańca to „śpiący” i „kolebany” Termin „kujawiak” na określenie gatunku tanecznego po raz pierwszy wymienił Feliks Jaskólski w utworze Pasterze na Bachorzy czy dziele zatytułowanym Sielanki kujawskie z 1827 roku.
Jedne z pierwszych mazurków  Fryderyka Chopina zawierały w sobie elementy charakterystyczne w stylistyce kujawiakowej oraz oddawały idiom taneczny kujawskich tańców. Kujawiakowy charakter ma też zapis nutowy pieśni „O cóżżeś się zadumała”, udokumentowanej przez Kazimierza Wójcickiego w zbiorze Pieśni ludu Białochrobatów, Mazurów i Rusi znad Bugu z 1836 roku. W swojej twórczości również sięgali do kujawiaka tacy kompozytorzy jak: Ignacy Dobrzyński, Edward Łodwigowski, Kazimierz Łada, Ignacy Komorowski, Wojciech Osmański, Henryk Wieniawski.
Samo odkrycie kujawiaka odbyło się dzięki ziemiaństwu kujawskiemu. Duży wpływ na rozpowszechnienie i utrwalenie w świadomości społecznej wiedzy na temat tego tańca ludowego odegrało opracowanie Mieczysława Miączyńskiego opublikowane w 1845 roku. Również w twórczości Oskara Kolberga możemy odnaleźć wzmianki na temat kujawiaka, takie  jak: własne kompozycje autora, dokumentację muzyczną, opis tańca („zmiana kierunku tańca może być dowolna i nie tyle wpływa na nazwę tańca, ile raczej na sposób tańczenia i zmianę szybkości ruchu”). Swoje spostrzeżenia na temat kujawiaka Oskar Kolberg przedstawia m.in. w monografii Kujaw, tomie 2.

### Rozwój tańca
Pod koniec lat sześćdziesiątych XIX wieku, po upadku Powstania Styczniowego i zakończeniu żałoby narodowej, nastał czas wyraźnego zainteresowania  ludowością, największym skutkiem tego zainteresowania było zaistnienie kujawiaka na salonach. Ogólna charakterystyka tego tańca pojawiła się w podręczniku z 1879 autorstwa wywodzącego się Kujaw Arkadiusza Kleczewskiego zatytułowanym Tańce salonowe. O kujawiaku również wspominał Karol Mestenhauser w swym podręczniku, ale w tym przypadku kujawiak był opisywany w połączeniu z oberkiem. W tym czasie kujawiak coraz częściej zaczął występować na balach, aczkolwiek wciąż o wiele rzadziej niż mazur czy krakowiak. Tuż przed wybuchem I wojny światowej kujawiak zaczął znikać z programów „wieczorów tańcujących” i z publikacji.
Całkowicie inaczej przebiegało to na samych Kujawach, gdzie wielu ziemian zapraszało wiejskich muzykantów na dwory. Zaczęto wymyślać coraz to bardziej wymyślne, popisowe sposoby tańczenia. W okresie międzywojennym kujawiak  wciąż cieszył się dużą popularnością, co zostało opisane przez Irenę Zabłocką-Bączkowską.
Po II wojnie światowej ukazała się seria publikacji Jadwigii Hryniewskiej (1971 r.), z zakresu kujawiaka w formie narodowej, w której autorka wymieniła: krok podstawowy w obrocie, krok podstawowy w przód, krok kołysany – do siebie i od siebie, krok krzesany z hołubcem, krok akcentowany, krok z akcentem na „dwa”, zakończenie.  Jednocześnie autorka wykazała się ogromną  inwencją w zakresie form scenicznych kujawiaka, wprowadzając m.in. falisty krok z półobrotem dla dziewcząt, skok z uderzeniem ręką w udo, podnoszenie dziewcząt, zawijany w głębokim przysiadzie dla chłopców krok podstawowy w tył, krok akcentowany na trzy, krok w półprzysiadzie, półobroty na zmianę to w prawo, to w lewo, krok z dwoma hołubcami, krzesany i dwa hołubce, obrót z uniesieniem w przód nogi zgiętej, obrót z uniesieniem na zmianę prawej i lewej nogi w tył, chód w półprzysiadzie z pięty, dwukrotne uderzenie lewą ręką w lewą nogę, klaskany.
W tym okresie za istotny punkt należy uznać analizę porównawczą kroku podstawowego kujawiaka w wersji narodowej. Zestawienia te uświadamiają nam nie tylko różnice między teoretykami tańca narodowego w podejściu i opisie, ale także różnice w konwencji ruchu tanecznego oraz operowaniu czasem muzycznym (zarówno w zakresie rytmiki, jak i agogiki) między dawnym środowiskiem wiejskim a środowiskiem miejskim.
Najstarsze opracowanie kujawiaka pochodzi z ok. 1830 r. Znane są opracowania m.in. Henryka Wieniawskiego. Muzyka w kujawiaku jest liryczna i nastrojowa, często w tonacji minorowej.
Niektórzy mówią, że melodia tego tańca odzwierciedla kujawski krajobraz – szeroki i spokojny. Ruchy taneczne są wolne, posuwiste, pary spokojnie się obracają i lekko kołyszą.

### Czasy najnowsze
Obecnie kujawiak jest wykonywany głównie przez zespoły folklorystyczne, takie jak:Państwowy Zespół Ludowy Pieśni i Tańca „Mazowsze”, Zespół Pieśni i Tańca „Śląsk" im. Stanisława Hadyny, Zespół Pieśni i Tańca „Kielce" czy Zespół „Nowa Huta”.
W 2018 roku odbyła się trzynasta edycja Festiwalu Folkloru i Kultury Ziemi Kujawskiej i Mazowieckiej „Od kujawiaka do oberka”. Festiwal odbywa się co roku w Łącku koło Płocka.